# Sabrina Schlottmann
Sabrina Schlottmann (* 5. September 1982) ist eine deutsche Fußballspielerin. Die Abwehrspielerin steht aktuell im Kader der SV Kutenhausen-Todtenhausen.

## Karriere
Schlottmann begann ihre Laufbahn beim FC Oppenwehe und spielte später bei der SG Schamerloh in der Regionalliga Nord. 2004 wechselte sie in die Regionalliga West zum Herforder SV, mit dem sie 2006 in die 2. Bundesliga und 2008 in die Bundesliga aufstieg. Am 7. September 2008 kam sie zu ihrem ersten Bundesligaeinsatz. 2011 bestritt sie ein Spiel für den TSV Havelse in der Regionalliga Nord. Aktuell gehört sie zum Kader der SV Kutenhausen-Todtenhausen in der Westfälischen Landesliga.

## Erfolge / Auszeichnungen
- Aufstieg in die Bundesliga 2008 und 2010
- Sonderpreis der Aktion „Fair ist mehr“ des DFB 2008[3]